# Colaspoides okumai
Colaspoides okumai là một loài bọ cánh cứng trong họ Chrysomelidae. Loài này được Komiya miêu tả khoa học năm 1991.